# 島嶼美銀漢魚
島嶼美銀漢魚（学名：Atherinomorus insularum），又名鱙仔，为輻鰭魚綱銀漢魚目銀漢魚科美銀漢魚屬下的一个种，為熱帶海水魚，分布於中東太平洋夏威夷群島海域，深度0-2公尺，體長可達9公分，棲息在沿岸珊瑚礁淺水域，成小群活動，以小型無脊椎動物為食。